# Afremus pickeri
Afremus pickeri es una especie de coleóptero de la familia Anthicidae.

## Distribución geográfica
Habita en Namibia.